# Дивизия
Дивизия (от лат. divisio — деление, разделение) — основное тактическое соединение в вооруженных силах многих государств. Присутствует практически во всех видах вооружённых сил и родах войск и предназначена для выполнения боевых задач.
В зависимости от принадлежности может вести бой (боевые действия) в составе корпуса, армии, фронта, флота и других формирований, а также в самостоятельном порядке.

## Командование, состав и численность
Дивизия возглавляется офицером в должности командир дивизии.
Штатная структура дивизии различается в зависимости от принадлежности к виду вооружённых сил и роду войск. В сухопутных войсках дивизия состоит из управления дивизии, нескольких полков или бригад, отдельных батальонов, дивизионов, рот и батарей боевого и тылового обеспечения. В военно-воздушных силах дивизия может состоять из эскадр и крыльев. В военно-морском флоте в состав дивизии включаются корабли или бригады кораблей и дивизионы кораблей.
Количество полков (бригад) в дивизии на разных исторических этапах колебалось от 2 (пехотные и авиационные дивизии) до 11—12 полков (в кавалерийских дивизиях Великобритании и РВСН СССР).
Численность личного состава дивизии зависит от её типа и исторического периода. Ниже показана численность развёрнутых дивизий (по штату военного времени) разных государств, в различных исторических периодах:
- лёгкая кавалерийская дивизия РККА (на ноябрь 1941 года) — около 3000;
- кавалерийская дивизия Российской империи (на 1914 год) — около 4000;
- кавалерийская дивизия Германской империи (на 1914 год) — 4200;
- танковая дивизия Японии (в 1990-е годы) — 6500;
- воздушно-десантная дивизия СССР (в 1980-е годы) — 6500[4] (8000[2]);
- мото-кавалерийская (подвижная) дивизия Италии (на 1941 год) — 7500;
- дивизия морской пехоты СССР (в 1980-е годы) — 8000[4](11 000[2]);
- пехотная дивизия Японии (в 1990-е годы) — 9000;
- альпийская пехотная дивизия Франции (в 1990-е годы) — 9800;
- моторизованная дивизия Италии (на 1943 год) — 10 500;
- танковая дивизия СССР (в 1980-е годы) — 11 620;
- горнопехотная дивизия Румынии (на 1943 год) — 12 000;
- егерская дивизия (горнопехотная дивизия) Германии (на 1945 год) — 13 056;
- мотострелковая дивизия СССР (в 1980-е годы) — 13 300;
- пехотная дивизия Великобритании (на 1939 год) — 14 500;
- стрелковая дивизия РККА

- с апреля 1941 года — 14 483;
- с июля 1941 год — 10 859;
- с декабря 1941 — 11 626;

- танковая дивизия Германии (с октября 1943 года) — 14 726;
- механизированная дивизия Франции (в 1980-е годы) — 16 000;
- пехотная дивизия Германии

- с февраля 1941 года — 16 859;
- с октября 1943 года — 12 713;

- пехотная дивизия Румынии (на 1941 год) — 17 500;
- дивизия морской пехоты США (в 1990-е годы) — 19 000;
- мотопехотная дивизия Германии (в 1990-е годы) — 21 000;
- горнопехотная дивизия Германии (в 1990-е годы) — 23 800.

## Место дивизий в вооружённых силах
Дивизионная организация — структура формирования и организационная структура в роде войск или в виде вооружённых сил, основу которой составляют дивизии.
На современном этапе в сухопутных войсках вооружённых сил различных государств встречаются два типа организации войск: бригадная организация войск (основа войск представлена отдельными бригадами) и дивизионная организация войск. Дивизионная организация преобладает в большинстве государств.
Бригадная организация войск, по сравнению с полком входящим в состав дивизии, обладает более высокой способностью действовать самостоятельно. Бригады специальных войск отличаются возможностью комплексно решать поставленные перед ними задачи. Бригада является единственным типом соединения, которое встречается в специальных войсках.
Единственный прецедент по созданию дивизий в специальных войсках относится к истории ВС СССР, когда в составе дорожных войск были созданы 5 дорожно-строительных дивизий, объединённых в Особый дорожно-строительный корпус, просуществовавший с 1945 по 1956 годы.
Преимуществом бригад по сравнению с дивизиями — является более высокая манёвренность. Разнородность и автономность боевого состава даёт возможность бригаде в более короткие сроки перестраивать боевой порядок, перегруппировываться внутри операционного направления по фронту и глубине. Бригады с оперативно-тактической самостоятельностью которая им позволяет долго действовать в отрыве от основных сил на разобщенных направлениях.
Вместе с тем некоторыми военными экспертами бригадная организация признаётся нерациональной для крупномасштабных боевых действий, для которых больше приспособлены дивизии. При этом ими не отрицается, что для небольших вооружённых конфликтов использование бригад более рационально чем использование дивизий.
В странах бывшего СССР в 90-е годы, в связи с общим экономическим упадком и снижением финансирования вооружённых сил а также их сокращением, происходил процесс перехода от дивизионной организации войск к бригадной. Так в ВС РФ дивизионная организация войск сохранилась только в РВСН и частично в ВДВ. На современном этапе во всех государствах бывшего СССР основу сухопутных войск составляют отдельные бригады (мотострелковые, механизированные, артиллерийские, танковые, десантно-штурмовые).
С 2013 года в ВС России начался процесс по частичному возрождению дивизионной организации войск.

## История создания дивизий
Первые в военной истории дивизии были созданы в парусных флотах Великобритании, Нидерландов и Франции в XVII века и одна дивизия представляла собой треть от эскадры кораблей. В царском флоте первые дивизии кораблей были созданы в начале XIX века. Каждая из них представляла собой соединение из 9 больших и средних кораблей или 3 больших и нескольких малых кораблей. Во второй половине XIX века с появлением парового броненосного флота дивизии стали представлять собой соединение из однотипных кораблей. К примеру дивизия линейных кораблей включала в себя 6—8 кораблей и была ядром эскадры. Для несения разведывательно-дозорной службы и отражения атак миноносцев противника были созданы дивизии лёгких крейсеров которая обычно включала в себя 8 кораблей. Для выполнения и отражения торпедных атак в эскадре были созданы минные дивизии состоявшие из 4 дивизионов миноносцев (всего 36 кораблей) и необходимое количество вспомогательных судов.
Первой предпосылкой для создания дивизионной организации сухопутных войск Российской империи были 3 «генеральства», каждое из которых состояло из 9 полков. Такую организацию войск ввёл Пётр Первый в 1699 году. В мирное время генеральства выполняли административные функции и являлись звеном военного управления между военной коллегией и полками. С началом боевых действий в Северной войне со Швецией на базе генеральств были созданы первые три дивизии, которые возглавили генералы Вейде А. А., Головин А. М. и А. И. Репнин (вскоре появилась 4-я дивизия Трубецкого И. Ю.). Согласно Уставу воинского 1716 года дивизия по своему составу определялось как соединение с непостоянным составом, зависящим от обстановки. В среднем каждая дивизия включала в себя 2—3 бригады, которые в свою очередь состояли из 2—3 полков пехоты и кавалерии.
На первую половину XVIII приходится создание первых дивизий в сухопутных войсках Франции, а после Австрии и Пруссии. В XIX веке дивизия стала основным тактическим соединением в армиях многих государств. В царской армии в конце XVIII в начале XIX веков в ходе военных реформ дивизии были упразднены и переформированы в инспекции. В 1806 году дивизионная организация была заново восстановлена. В 1811 году были созданы две гренадерские дивизии. Первые артиллерийские дивизии в царской армии были созданы в 1819 году.
Накануне Первой мировой войны штатная структура пехотных дивизий обеих коалиций отличалась сходностью и включала в свой состав 2 пехотные бригады из 2-х полков в каждой, кавалерийского дивизиона (от 1 до 3-х эскадронов) и 1-й артиллерийской бригады (либо артиллерийского полка). Личный состав дивизии достигал 15 000—16 000 человек (в царской армии — до 21 000) и имел на вооружении от 36 до 72 артиллерийских орудий.
Кавалерийская дивизия располагала от 4 до 6 полков с личным составом от 4000 до 9000 человек. В ходе боевых действий, в целях рационализации управления войсками, бригадное звено в пехотных дивизиях было упразднено как излишнее, что отразилось на повышении самостоятельности полков в выполнении поставленных боевых задач. Прогресс в развитии огневых средств и принятие групповой тактики в итоге превратило пехотные дивизии в общевойсковое соединение состоявшее из пехоты, конницы, артиллерии, подразделений сапёров и войск связи. К концу войны насыщение дивизий дополнительным количеством пулемётов, орудий, миномётов и бомбомётов существенно повысило огневую мощь дивизий во всех армиях.

## Дивизии в родах войск и в видах вооружённых сил

### Сухопутные войска

#### Пехотная (стрелковая) дивизия
Пехотная дивизия (пд) — основное общевойсковое тактическое соединение сухопутных войск. Касательно некоторых соединений позднего периода царской армии и Рабоче-крестьянской Красной армии применяется синоним стрелковая дивизия (сд).
В Российской империи пехотные дивизии появились в начале XVIII века, чуть позже во Франции и в других государствах. До начала Первой мировой войны структура пехотных дивизий различных государств существенно не различалась.
В русской императорской армии стрелковые дивизии были созданы в ходе русско-японской войны 1904—1905 годов на основе восточно-сибирских стрелковых бригад и входили в сибирские корпуса и в сводные стрелковые корпуса. В период Первой мировой войны стрелковые дивизии совместно с пехотными дивизиями действовали в составе армейских корпусов.
В РККА в апреле-мае 1918 года все пехотные дивизии были переименованы в стрелковые дивизии. В ноябре 1918, по утверждённому штату Реввоенсовета, стрелковая дивизия включала в себя 3 стрелковые бригады, 9 артиллерийских дивизионов (2 полевых тяжёлых, 2 гаубичных, 1 облегчённый, 1 противосамолётный и 3 лёгких), 1 конную артиллерийскую батарею, инженерно-сапёрный батальон, батальон связи, автомобильный бронеотряд, авиационный дивизион (18 самолётов), воздухоплавательный отряд, 3 отдельных кавалерийских дивизиона и тыловые подразделения и учреждения. Всего в стрелковой дивизии планировалось иметь около 60 000 человек и свыше 24 000 лошадей. В ходе последующих реформ кавалерийские дивизионы были сведены в один кавалерийский полк на 4 эскадрона, а количество артиллерийских дивизионов было сокращено до 5. Разработанными штатами допускался недокомплект личного состава до 35 %. Фактически в дивизиях было от 7000 до 15 000 человек.
Во время Второй мировой войны штатная структура и численность личного состава пехотных дивизий стал неодинаковой.
К примеру пехотная дивизия Великобритании в 1939 году состояла из 3-х пехотных бригад, механизированного полка, 3-х полковой полевой артиллерии и 1 полка противотанковой артиллерии, 3-х противотанковых рот и подразделений тылового обеспечения. Всего британская пехотная дивизия располагала 14 500 личного состава, 28 лёгкими танками, 147 орудиями, 126 миномётами, 644 лёгкими и 56 тяжёлыми пулемётами, 361 противотанковыми ружьями, 140 БТР, 156 тягачей и 810 грузовыми автомобилями.
Немецкая пехотная дивизия к 1941 году состояла из 3-х пехотных и 1-го артиллерийского полка, подразделений обеспечения и обслуживания. Личный состав дивизии — около 17 000 человек. На вооружении и оснащении — 299 орудий и миномётов, 516 пулемётов, 615 грузовых автомобилей.
К началу Великой Отечественной войны стрелковая дивизия состояла из 3-х стрелковых и 2-х артиллерийских полков, противотанкового и зенитного артиллерийских дивизионов, разведывательного и сапёрного батальонов и других подразделений. В апреле 1941 года был принят штат стрелковой дивизии по которому личный состав должен был иметь около 14 500 человек, 558 пулемётов, 1204 пистолет-пулемётов, 144 артиллерийских орудий(из которых 54 противотанковых и 12 зенитных), 13 бронемашин, 16 лёгких танков и свыше 3000 лошадей. К концу Великой Отечественной войны стрелковая дивизия состояла из 3 стрелковых полков, артиллерийской бригады (3 артиллерийских и 1 миномётный полка), самоходного артиллерийского дивизиона, истребительно-противотанкового артиллерийского дивизиона, зенитного артиллерийского дивизиона, сапёрного и учебного батальонов, батальона связи, тыловых частей и подразделений. Личный состав полка часто не достигал штатной и составлял 5000—6000 человек. После войны во многих государствах происходила механизация сухопутных войск. В СССР в 1956—1957 годах все стрелковые и часть механизированных дивизий были переформированы в мотострелковые.
На современном историческом этапе термин «пехотная дивизия» используется в некоторых государствах к соединениям моторизованной и механизированной пехоты. К таковым относятся США, Турция, Япония, Франция и другие. К примеру пд Армии США имеет в своём составе: управление дивизии, 3 штаба бригад со штабными ротами, 8 пехотных, мотопехотный и танковый батальоны, дивизионную артиллерию (3 дивизиона 105-мм гаубиц, смешанный дивизион 155-мм и 203-мм гаубиц), зенитный дивизион, 8 отдельных батальонов (связи, разведывательный аэромобильный, разведки и РЭБ, инженерный, ремонтный, армейской авиации, медицинский, транспортный и снабжения) а также другие подразделения обеспечения и обслуживания. Личный состав пд — около 18 000 человек. На вооружении 54 танка, 200 орудий и миномётов, 410 ПТРК, 116 зенитных средств, 24 самоходные зенитные установки, 72 ПЗРК, 142 БТР и 218 вертолётов.
В сухопутных войсках Германии в 1980-е годы все пехотные дивизии были переформированы в мотопехотные.
В сухопутных войсках Франции в 1990-е годы штат пд включал в себя полк управления и связи, 3 мотопехотных полка, бронекавалерийский полк, артиллерийский полк, инженерный полк. Личный состав пд — 7500 человек. На вооружении 66 орудий и миномётов, 96 ПТРК, 400 БТР, 36 БРМ.

#### Дивизия народного ополчения
Дивизия народного ополчения — пехотная дивизия в годы Второй мировой войны, личный состав которой набирался из народного ополчения. Отмечено создание подобных дивизий в СССР на начальном этапе Великой Отечественной войны и в Германии на заключительном этапе войны.

##### СССР
Дивизия народного ополчения (дно) — стрелковая дивизия на начальном этапе Великой Отечественной войны, личный состав которой набирался из народного ополчения. Создавались в СССР на начальном этапе войны для обороны Москвы и Ленинграда.
Личный состав дно составляли проявившие собственную инициативу добровольцы, которые по разным причинам не подлежали призыву по плану мобилизации в военное время. Личный состав стрелковых, медицинских и тыловых частей дно набирался из ополчения. Штаты артиллерийских подразделений, подразделений связи комплектовались преимущественно кадровыми специалистами. Политсостав дивизий набирался из местных руководящих партийных и советских работников. Командный состав назначался из кадровых офицеров РККА.
Организационная структура дно в целом соответствовала стрелковым дивизиям. Некоторые дно отличались от других наличием в своём составе отдельного танкового батальона. Всего было создано 36 соединений: 17 дивизий из ополчения Москвы и 19 дивизий из ополчения Ленинграда. К концу сентября 1941 года все были переформированы в стрелковые дивизии.

##### Германия
Дивизия фольксштурма — пехотная дивизия вермахта на заключительном этапе войны, личный состав которого комплектовался из Фольксштурма.
Согласно советским и российским источникам фольксштурм указывается как народное ополчение. Но, в отличие от советского народного ополчения начального периода войны, он комплектовался не по собственной инициативе граждан, а в принудительном порядке по объявленной в Германии тотальной мобилизации населения с сентября 1944 года.
Всего во второй половине 1944 года при тотальной мобилизации было создано около 25 пехотных дивизий народного ополчения (Volksgrenadier-Division). Эти дивизии отличались от штата довоенных пехотных дивизий вермахта вдвое меньшим личным составом (около 8000 человек).
Согласно мнению советского и российского историка Дашичева Вячеслава, данные дивизии следует относить к фольксштурму.

#### Кавалерийская дивизия
Кавалерийская дивизия (кд) — основное тактическое соединение в кавалерии.
Основным предназначением кд являлось выполнение различных боевых задач в подвижных формах боевых действий как самостоятельно так и в составе кавалерийских корпусов, полевой (общевойсковой) армии. В РККА кд выполняли также задачи в составе конных армий и конно-механизированных групп.
Первые кавалерийские дивизии были сформированы в армии Наполеона Первого в начале XIX века. Эти дивизии входили в состав кавалерийских и пехотных корпусов. В состав самих дивизий входили 2 бригады по 2 кавалерийских полка.
В Российской империи в 1812 году были сформированы 16 кд, каждая из которых состояла из 3 бригад. Каждая из бригад включала в себя 2 драгунских полка и 1 полк лёгкой кавалерии. К 1833 году кавалерия царской армии включала в себя 13 кд: 2 кирасирских, 2 драгунских и 9 лёгкой кавалерии. Данный кд имели в своём составе 2 бригады по 2 полка в каждой. В период русско-турецкой войны 1877—1878 годов число кд состоявших из 2 бригад было увеличено до 19 (3 гвардейские, 14 армейских, 1 казачья и 1 Кавказская).
Накануне Первой мировой войны кд царской армии имела смешанное комплектование из 4 разнотипных полков: драгунский, уланский, гусарский и казачий. Каждый такой полк состоял из 6 эскадронов, конно-артиллерийского дивизиона (на 12 орудий), конно-пулемётного дивизиона (8 пулемётов) и конно-сапёрной команды. Численность кд — около 4000 человек.
В Германии на тот период кд включал в себя: 3 бригады в каждой из которых было 2 полка по 4 эскадрона; конно-артиллерийский батальон; егерский батальон; пулемётную роту (6 пулемётов); отряд снайперов; отряд связи. Личный состав германской кд — 4200 человек. В Британской армии кд включала в себя 12 полков по 3 эскадрона в каждом а личный состав дивизии достигал 9000 человек.
В общей численности кавалерийских соединений к началу Первой мировой войны в странах Антанты насчитывалось 49 кд (Российская империя — 36, Франция — 10, Великобритания — 1, Бельгия — 1, Сербия — 1). В противостоящей коалиции Германии и Австро-Венгрии было 22 кд.
В РККА первые кавалерийские дивизии появились после середины 1918 года. Первой из них стала созданная в августе 1918 года Московская кавалерийская дивизия (с марта 1919 — 1-я кавалерийская дивизия). Первоначально по штатам определённым Реввоенсоветом в ноябре 1918 года в каждой из кд предполагалось иметь 3 бригады по 2 полка в каждой, конно-артиллерийский дивизион и подразделения обеспечения с общим личным составом в 7633 человека. В реальности численность кд в Гражданскую войну не превышала 4000—4500 человек. К окончанию Гражданской войны количество кд достигло 27.
В феврале 1921 года в состав кавалерийской дивизии был введен конно-пулеметный полк в 60 пулеметов, а также конно-пулеметные эскадроны при 20 пулеметах в каждый кавалерийский полк, и автоброневой отряд.
Перед началом Великой Отечественной войны в РККА было 9 кд и 4 горнокавалерийских дивизий (гкд). В состав каждой кд входило 4 кавалерийских полка, танковый полк, отдельный конно-артиллерийский и зенитно-артиллерийский дивизионы и подразделения обеспечения. По штату в кд должно было находиться 9240 человек личного состава, 64 лёгких танка, 18 бронемашин, 32 полевых орудия, 16 противотанковых орудия, 20 зенитных орудия и 64 миномёта. В июле—августе 1941 были созданы лёгкие кд уменьшенного состава с личным составом около 3000 человек. К концу 1941 года в РККА числилось 82 кд. С ходом войны их число сокращалось и к концу 1943 года составило 26. Дивизии входили в состав кавалерийских корпусов и назначались в основном для развития прорыва и преследования отступающего противника.
В послевоенный период в Советской армии шло постепенное сокращение кавалерии. Последние 3 кавалерийские дивизии были расформированы до апреля 1955 года.
В других государствах перед началом Второй мировой войны имелось малое количество кд (Франция — 5, Великобритания — 2, Италия — 2) которые не проявили себя в военных действиях и были расформированы.

#### Мотострелковая дивизия
Мотострелковая дивизия (мсд) — основное общевойсковое тактическое соединение. Согласно русской военной терминологии, аналогичные по функциям дивизии в современных армиях других государств называются «мотопехотными».
В истории ВС СССР мотострелковые дивизии создавались дважды и представляли собой соединения разных типов пехоты (моторизованной и механизированной). Впервые они были созданы в 1939 году и представляли собой соединение моторизованной пехоты в которой весь личный состав передвигался на автомобилях. Созданные в тот же предвоенный исторический период дивизии моторизованной пехоты в армиях других государств, в русскоязычных источниках именуются мотопехотными дивизиями.
Первые созданные в СССР мотострелковые дивизии состояли из 3 мотострелковых и 1 артиллерийского полка, танкового батальона, дивизиона противотанковой артиллерии, зенитного артиллерийского дивизиона, разведывательного батальона и других подразделений. Личный состав дивизии насчитывал 10 000 человек и имел на вооружении 37 танков, 209 орудий и миномётов, 58 бронемашин и около 1400 автомобилей. В 1940 году количество мотострелковых полков было снижено до двух, но в состав был введён танковый полк.
По объективным причинам, с началом Великой Отечественной войны в период с августа 1941 по январь 1943 годов, из-за сложности со снабжением и нехваткой автомобилей, все мотострелковые дивизии были переформированы в стрелковые.
Созданные в послевоенный период в ВС СССР в 1956—1957 годах мотострелковые дивизии (мсд) стали уже соединениями механизированной пехоты. На заключительном этапе существования СССР мсд включали в себя 3 мотострелковых, 1 артиллерийский полк, 1 танковый полк, 1 зенитно-ракетный полк, отдельный противотанковый артиллерийский дивизион, отдельный ракетный дивизион, отдельный инженерно-сапёрный батальон, отдельный батальон связи, отдельный разведывательный батальон и другие части и подразделения боевого и тылового обеспечения. Основную ударную силу мсд составляли 9 мотострелковых и 6 танковых батальонов. Вместе с тем в некоторых группах войск в ходе реорганизации середины 80-х годов танковые полки в мсд были расформированы, а взамен в состав дивизий был включён 4-й по количеству мотострелковый полк и отдельный танковый батальон. При этом общее число танков в мсд фактически осталось прежним, поскольку суммарное число танков в отдельном танковом батальоне (50 единиц) и в танковом батальоне 4-го мотострелкового полка (40 единиц) соответствовало числу танков в упразднённом танковом полку (93 единицы). В указанном периоде мсд в зависимости от предназначения и условий театра военных действий располагала 120—230 танками, 2—4 пусковыми установками тактических ракет (до 1988 года), 180—236 артиллерийских орудий и миномётов и другим вооружением. Личный состав развёрнутых мсд — 11 000—14 000 человек.
В начале 90-х годов в связи принятием в Российской Федерации новой военной доктрины оборонительной направленности, количество танков в мсд было снижено до 120—180 единиц, а количество артиллерийских орудий до 84—180 единиц. Из состава многих мсд был исключён отдельный ракетный дивизион, а вместо танкового полка был введён отдельный танковый батальон.
В современности аналогичные мотострелковым дивизиям ВС СССР/ВС РФ соединения в других государствах называются мотопехотными дивизиями (мпд) и механизированными дивизиями (мехд).

#### Моторизованная дивизия
Моторизованная дивизия (мтд) — общевойсковое тактическое соединение моторизованной пехоты некоторых государств, созданные накануне Второй мировой войны.
Отличием от появившихся в тот же исторический период мотопехотных дивизий (в Германии) и мотострелковых дивизий (в СССР) являлось их боевое предназначение, согласно которому моторизованные дивизии действовали как правило совместно с танковыми войсками. Необходимость в моторизации пехоты (переброске автомобилями) действующей совместно с танковыми формированиями истекала из требования к высокой маневренности пехотных подразделений, которые должны были наступать вместе с танками.
В РККА первые мтд первоначально были созданы в ноябре 1939 года как самостоятельные соединения. С весны 1940 года мтд вошли в состав механизированных корпусов. В состав мтд включались 2 мотострелковых полка, 1 танковый и 1 артиллерийский полк, зенитный артиллерийский и противотанковый артиллерийский дивизионы, разведывательный батальон и другие части боевого и тылового обеспечения. На вооружении мтд на военное время предполагалось иметь 275 лёгких танков, 51 бронемашину, 44 полевых орудия (калибра 76, 122 и 152 мм), 12 зенитных и 30 противотанковых орудий. На начальном периоде Великой Отечественной мтд были использованы для контрударов и прикрытия отступления советских войск. В августе—сентябре 1941 года в связи с острой нехваткой автомобилей и танков все мтд были переформированы в стрелковые дивизии.
В предвоенный период в Германии к 1938 году было развёрнуто 4 моторизованные дивизии. К началу вторжения в СССР их количество достигло 14. В составе немецкой мтд входило 2 мотопехотных полка на автомобилях, артиллерийский полк, разведывательный батальон, противотанковый дивизион, части и подразделения обслуживания и обеспечения. Личный состав немецкой мтд — 14 000 человек. На вооружении дивизии было 37 бронемашин, 237 орудий и миномётов. К концу 1942 года в состав мтд был включён танко-истребительный дивизион и танковый батальон (65 танков). В сентябре 1943 года танковый батальон был заменён на дивизион штурмовых орудий.
В моторизованной дивизии итальянской армии было 2 моторизованных полка, 1 берсальерский полк, 1 артиллерийский полк, миномётный батальон, части обеспечения и обслуживания. Личный состав мтд — 10 500 человек. На вооружении было 24 полевых и 24 противотанковых орудия, 68 миномётов, 16 зенитных пушек.
Моторизованная дивизия Франции состояла из 3 пехотных и 2 артиллерийских полков, моторизованной разведывательной группы, батареи противотанковых пушек, подразделений обслуживания и обеспечения. Личный состав мтд — 16 000—17 000 человек. На вооружении было 10 танков и 20 бронемашин.

#### Мотопехотная дивизия
Мотопехотная дивизия ФРГ в 1990-е годы включала в свой состав 2 мотопехотных бригады и 1 танковую бригаду, артиллерийский полк, зенитный артиллерийский полк, и 14 отдельных батальонов (разведывательный, инженерный, связи, ремонтно-восстановительный, снабжения, медико-санитарный, охраны, 2 пехотных и 5 запасных), 2 отдельные роты (радиоперехвата и радиотехнической разведки и защиты от оружия массового поражения), эскадрильи армейской авиации и взвод фронтовой разведки, штаба дивизии и штабной роты. Личный состав мпд — 18 000 человек в мирное и до 21 000 в военное время. На вооружении имеется 252 танка, 144 орудий и миномётов, 16 установок 110-мм РСЗО, 183 ПТРК, 36 зенитных установок, 50 20-мм зенитных пушек, 200 БМП и БРМ, 210 БТР, 10 вертолётов и 5000 автомобилей.
В Великобритании в 1990-е годы были 2 мотопехотные дивизии, каждая из которых включала в себя штаб дивизии, 3 штаба бригад, 3 аэромобильных батальона, вертолётный полк, 10 мотопехотных батальона; 2 разведывательных и 3 артиллерийских полка; полки связи и полк транспортных перевозок; батальон материально-технического обеспечения; медико-санитарный батальон; ремонтно-восстановительный батальон; рота военной полиции. Личный состав мпд — 15 000 человек. На вооружении 150 орудий и миномётов, 180 ПТРК, 36 вертолётов из которых 24 противотанковых.

#### Механизированная дивизия
Механизированная дивизия (мехд) — основное общевойсковое тактическое соединение Армии США и ряда других государств.
Первоначально как во Франции в период до Второй мировой войны, так и в ВС СССР в послевоенный период в 1945—1957 годах, термин означал соединение состоящее из частей моторизованной пехоты (передвигающейся на автомобилях) и танковых частей.
Согласно современным зарубежным обзорным источникам, в число которых входит Военный баланс, термин механизированная дивизия (англ. mechanised division) применяется ко всем дивизиям механизированной пехоты (на вооружении которой есть БТР и БМП).
Впервые лёгкие мехд появились во Франции в 1932 году на базе расформированных кавалерийских соединений. Лёгкие мехд имели в своём составе танковую бригаду и мотопехотную бригады, артиллерийский полк и части обеспечения. Накануне Второй мировой войны на вооружении мехд было 174 танка и 105 бронеавтомобилей.
В Красной армии мехд впервые появились по окончании Великой Отечественной войны в 1945 году переформированием из 14 механизированных корпусов существовавших к концу боевых действий. При переформировании механизированные бригады корпусов стали механизированными полками, а танковая бригада стала танковым полком. В последующем мехд формировались на основе кавалерийских дивизий и стрелковых дивизий. Всего к осени 1946 года было создано 60 механизированных дивизий. Осенью 1953 года было создано ещё 15 соединений. В состав каждой мехд входило по 3 механизированных полка, 1 танковый полк, 1 тяжелый танко-самоходный полк и 1 артиллерийский полк. Главным отличием механизированного полка мехд от стрелкового полка стрелковой дивизии того же исторического периода (в которых благодаря ленд-лизу к окончанию войны также была проведена моторизация) было наличие в его составе танкового батальона.
В 1956—1957 годах в связи механизацией пехоты (насыщение войск БТР) механизированные дивизии, как и стрелковые дивизии, были переформированы в мотострелковые дивизии.
В Армии США механизированные дивизии были созданы в 1962 году и являются основными соединениями сухопутных войск.
В 90-е годы в состав мехд Армии США входили: управление дивизии, штабная рота, 3 штаба бригад со штабными ротами, 5 мотопехотных и 5 танковых батальонов, дивизионная артиллерия (3 дивизиона 155-мм самоходных гаубиц, батарея РСЗО MLRS), зенитный дивизион, бригада армейской авиации, батальон разведки и РЭБ, батальон связи, инженерный батальон, батальоны тылового обеспечения бригад и дивизии, рота ремонта авиационной техники, рота военной полиции и рота защиты от оружия массового поражения. Личный состав мд — около 17 000 человек. На вооружении мехд: 290 танков М1 Абрамс, 138 орудий и миномётов (в том числе 72 единиц 155/22 гаубицы, 66 единиц 107-мм миномётов), 9 установок РСЗО M270 MLRS, 60 самоходных ПТРК и 276 переносных ПТРК, 129 зенитных орудий и зенитно-ракетных комплексов, 702 БМП и БТР, 127 вертолётов (из них 49 противотанковых), около 4000 автомобилей.
Механизированная дивизия Турции в 1990-е годы состояла из 3 механизированных полков, самоходного артиллерийского полка, самоходного зенитно-артиллерийского дивизиона, сапёрного батальона, разведывательного батальона, батальона связи, штабной роты, противотанковой роты и роты защиты от оружия массового поражения. Личный состав мд — 13 000 человек. На вооружении имелось 200 танков, 160 орудий и миномётов, 90 безоткатных орудий, 40 ПТРК и свыше 500 БТР.
В середине 80-х механизированная дивизия Франции состояла из полка управления и связи, 3 механизированных бригад, зенитного полка, артиллерийского полка, инженерного полка, группы армейской авиации, полка обеспечения. Личный состав мд — около 16 000 человек. На вооружении имелось 162 средних и 204 лёгких танка, 48 орудий и до 40 вертолётов. В конце 1980-х годов мд Франции были переформированы в бронетанковые дивизии.
В постсоветский период, в некоторых государствах бывшего СССР как Казахстан и Украина, некоторые танковые и мотострелковые дивизии были переформированы в механизированные дивизии, до полного перехода сухопутных войск на бригадную организацию. К примеру 78-я танковая дивизия ставшая 3-й механизированной дивизией и 24-я мотострелковая дивизия ставшая 24-й механизированной дивизией.

#### Танковая дивизия
Танковая дивизия (тд) — основное тактическое соединение танковых войск.
Согласно определениям, принятым в русской военной терминологии, термин «бронетанковые войска» чаще употребляется в отношении иностранных армий. Для соединений в армиях ряда других государств аналогичного танковой дивизии ВС СССР/ВС РФ — применяется синоним бронетанковая дивизия.
В РККА танковые дивизии (тд) были сформированы из отдельных танковых бригад в 1940 году. В состав тд входили: 2 танковых полка, мотострелковый полк, гаубичный артиллерийский полк, зенитный артиллерийский дивизион, части и подразделения обеспечения. Личный состав тд — около 11 000 человек. На вооружении тд имелось 375 танков, 95 бронемашин, 40 орудия (в том числе 12 зенитных) и 45 миномётов.
К началу Великой Отечественной войны в РККА было 58 тд находящихся в составе механизированных корпусов и 3 отдельные тд. Из-за больших потерь танков в первый месяц войны уже в июле 1941 года количество тд было снижено до 37. Затем все танковые дивизии были переформированы в танковые бригады. До конца войны остались только 2 тд находившиеся на Дальнем Востоке.
После окончания Великой Отечественной войны начался обратный процесс по созданию танковых дивизий из танковых корпусов. В послевоенный период шло совершенствование организационной структуры танковых дивизий. К концу 80-х годов тд Советской армии включал в свой состав 3 танковых полка, 1 мотострелковый полк, 1 самоходно-артиллерийский полк, 1 зенитно-ракетный полк, ракетный дивизион и части тылового и боевого обеспечения. В среднем в составе тд насчитывалось 280 танков, 84—166 артиллерийских орудий и миномётов, 4 пусковые установки тактических ракет (до 1988 года). Танковый полк тд отличался от танкового полка мсд наличием штатного мотострелкового батальона, в связи с чем на 10 танковых батальонов (по 3 в каждом танковом полку и 1 в мотострелковом) приходилось 6 мотострелковых батальонов. Личный состав развёрнутой тд — 10 000—11 000 человек.
В танковой дивизии Германии на сентябрь 1943 года был принят следующий штат: штаб дивизии — 419 человек; танковый полк из 2 танковых батальонов — 2006 человек; моторизованный полк на БТР — 2019 человек; моторизованный полк на автомобилях — 2287 человек; полк самоходной артиллерии — 1451 человек; батальон истребителей танков — 475 человек; разведывательный батальон — 945 человек; сапёрный батальон — 874 человек; батальон связи — 463 человека; танкоремонтный батальон и батальон снабжения — 1979 человек; батальон обеспечения; запасный батальон — 973 человека. Всего в дивизии — 14 726 человек. На вооружении дивизии было: 165 танков, 45 75-мм противотанковых орудия, 22 105-мм гаубиц, 10 150-мм гаубиц, 12 20-мм зенитных орудий и другое вооружение
Танковая дивизия Германии в 1990-х годах включала в себя 2 танковые и 1 мотопехотную бригаду (5 танковых, 4 мотопехотных и 3 смешанных батальона) и другие части и подразделения дивизионного комплекта аналогичные мотопехотной дивизии. Личный состав тд в мирное время — 17 000 человек, в военное время — 22 000. На вооружении 308 средних танков, 160 БМП, 123 ПТРК, около 40 самоходных ПТРК, 34 БРМ, 72 155-мм гаубицы, 18 единиц 203-мм гаубиц, 36 120-мм миномётов, 16 единиц 110мм РСЗО, 36 единиц 35-мм зенитных орудий, 10 вертолётов наблюдения и связи, 200 БТР, около 5000 автомобилей.
В Силах самообороны Японии в 1990-е годы была только одна тд входившая в состав Северной армии. В её состав входило 3 танковых полка, мотопехотный полк, артиллерийский полк, зенитный артиллерийский полк и другие части боевого и тылового обеспечения. Личный состав тд — 6500 человек. На вооружении было 230 танков, 340 БТР, 20 миномётов, 40 орудий, 40 зенитных самоходных установок.

#### Бронетанковая дивизия
ОШС британских бртд в период 1944—1945 гг.
Бронетанковая дивизия (бртд) — тактическое соединение бронетанковых войск в сухопутных войсках США, Великобритании, Франции, Италии и некоторых других государств. Бронетанковая дивизия (бтрд) может входить в состав армейского корпуса или полевой армии либо действовать самостоятельно.
В сухопутных войсках Великобритании на март 1944 года (Organization No. VII) в бртд входили рота управления, полевая секция охраны, 1 разведывательный полк, 1 бронетанковая бригада, 1 моторизованная бригада, 1 артиллерийская бригада, инженерная группа, подразделения связи, обеспечения, скорой медпомощи, почта и военная полиция. На вооружении имелось: 853 мотоцикла, 246 крейсерских, 27 зенитных, 63 лёгких, 27 штабных, 3 мостовых танка, 789 15-хандредвейтных грузовиков, 1309 3-тонных грузовиков, 130 тягачей, 302 ручных гранатомёта PIAT, 1376 ручных и 22 станковых пулемётов, 132 2-дюймовых и 24 3-дюймовых, 4 4,2-дюймовых миномётов, 87 25-мм пушек, 36 40-мм пушек, 18 40-мм САУ, 24 25-фунтовых пушек, 24 25-фунтовых САУ, 30 6-фунтовых и 24 17-фунтовых ПТ-пушек, 24 17-фунтовые ПТ-САУ M10.
В сухопутных войсках США в 1990-е годы в состав бртд входили: управление дивизии, штаб и штабная рота, 3 штаба бригад со штабными ротами, 6 танковых и 4 мотопехотных батальона, дивизионная артиллерия (3 дивизиона 155-мм гаубиц, батарея РСЗО MLRS), бригада армейской авиации, зенитный дивизион, батальон разведки и РЭБ, инженерный батальон, батальон связи, батальон материально-технического обеспечения дивизии и 3 батальона обеспечения бригад, рота ремонта авиационной техники. Личный состав бртд — 16 600 человек. На вооружении имелось: 348 танков, 147 орудий и миномётов, 9 пусковых установок РСЗО, 288 ПТРК, 129 единиц зенитных средств, 127 вертолётов (из них 44 — противотанковые), 216 БМП, 118 БРМ и свыше 300 БТР.
В сухопутных войсках Великобритании в 1990-е годы в состав бртд входили: штаб дивизии, 3 штаба бригад, 5 танковых и 6 мотопехотных батальонов, 3 артиллерийских полка, вертолётный полк, полк связи, инженерный полк и транспортный полк, ремонтный батальон, медико-санитарный батальон и другие части дивизионного комплекта. Личный состав бртд — около 15 000 человек. На вооружении 285 танков, 40 лёгких танков, 120 орудий и миномётов, 180 ПТРК, 24 противотанковых вертолёта, 12 разведывательных вертолётов.
В состав бртд Франции в 90-е годы входили: полк управления и обеспечения, 3 танковых полка, 2 механизированных полка, мотопехотный полк, 2 артиллерийских полка, инженерный полк, разведывательный эскадрон. Личный состав бртд — свыше 10 000 человек. На вооружении имелось 190 танков, 72 орудия и миномёта, 66 ПТРК, 142 БМП.

#### Артиллерийская дивизия
Артиллерийская дивизия (ад) — соединение артиллерийских войск в армиях некоторых государств в прошлых исторических этапах. Данный тип соединений встречался как в полевой артиллерии, так и в зенитной артиллерии.
Первая артиллерийская дивизия (ад) была создана в Российской империи в 1819 году. К началу Крымской войны 1853—1856 годов в царской армии имелось 10 ад. Но по окончании войны они были упразднены. В период Первой мировой войны ад были созданы во французской армии и подчинялись главному артиллерийскому резерву. В РККА ад особого назначения просуществовала в период с 1925 по 1931 годы. В 1932 году в РККА была создана первая зенитная артиллерийская дивизия.
В ходе Великой Отечественной войны с осени 1942 было начато создание ад полевой артиллерии для усиления группировок войск на направлении главного удара, а также для усиления войсковой артиллерии. С 1943 года принято разделение ад по боевому предназначению и вооружению: артиллерийские дивизии прорыва (адп), дивизии гвардейских миномётов (гв. минд), пушечные ад (пад). К окончанию войны сохранились несколько ад общего назначения. В 1942 году в составе ад было до 8 артиллерийских полков, в 1943—1945 годах в адп было 6—7 бригад (до 364 орудий, миномётов и установок РСЗО). В составе пад находилось 4 пушечные артиллерийские бригады. В составе гв. минд было 3 гвардейские миномётные бригады имевшие в общем числе на вооружении 288 установок РСЗО. С 1943 года ад начали объединять в артиллерийские корпуса прорыва. К окончанию войны в Красной армии имелось 44 артиллерийских дивизий, из которых 37 были дивизии прорыва и пушечные дивизии, а оставшиеся 7 были гвардейскими миномётными дивизиями.
В послевоенный период в Советской армии большинство ад было расформировано. До распада СССР в частично развёрнутом штате сохранилось только 11 соединений, из которых одно соединение являлось учебным (20-я учебная артиллерийская дивизия) и занималось подготовкой младших командиров для артиллерийских войск. В ВС РФ на 2005 год имелось 5 артиллерийских дивизий.
В военной истории других государств артиллерийская дивизия (полевой артиллерии) в годы Второй мировой войны встречалась только в Германии. Таковым являлась 18-я артиллерийская дивизия существовавшая с октября 1943 года по апрель 1944 года. Состав дивизии включал в себя 3 моторизованных артиллерийских полка разного состава. В первом полку было 3 дивизиона буксируемых гаубиц (36 единиц 105-мм гаубиц leFH 18) и самоходный дивизион (6 150-мм САУ Хуммель и 12 105-мм САУ Веспе). Во втором полку 2 дивизиона 150-мм гаубиц (24 sFH 18), дивизион 105-мм гаубиц (12 орудий) и дивизион 210-мм мортир. В третьем полку был 1 дивизион 170-мм пушек (9 орудий), дивизион артиллерийской инструментальной разведки и зенитный артиллерийский дивизион (8 единиц 88-мм пушек, 9 37-мм пушек, 18 20-мм пушек и 2 самоходные счетверённые зенитные установки калибра 20-мм). Дивизия действовала в составе 4-й танковой армии, а после в 1-й танковой армии.

#### Пулемётно-артиллерийская дивизия
Пулемётно-артиллерийская дивизия (пулад) — соединение артиллерийских, танковых и пулемётных подразделений предназначенное для усиления пограничных войск. В истории ВС СССР пулад создавались дважды.
Первый раз пулад были созданы по окончании Великой Отечественной войны в связи с осложнившейся международной обстановкой. Основой для создания послужили ранее существовавшие пулемётно-артиллерийские бригады, а также стрелковые дивизии и бригады. Всего в период 1946—1948 годов была создана 21 пулад. Задачей пулад являлась оборона государственной границы на оборудованных стационарных долговременных позициях, на некоторых стратегически важных участках в Карелии, Прибалтике, Забайкалье, на Дальнем Востоке и в Закавказье. В состав пулад входили: управление дивизии, 2—4 пулемётно-артиллерийских полков, артиллерийский полк, танкосамоходный полк, отдельный зенитный артиллерийский дивизион, отдельный инженерный батальон, отдельный батальон связи, отдельная автотранспортная рота, отдельная медико-санитарная рота, отдельное авиационное звено связи, и другие подразделения обеспечения.
Все дивизии были расформированы до 1959 года.
В связи с обострением отношений СССР с Японией, в 1978 году на островах Итуруп и Кунашир была сформирована 18-я пулемётно-артиллерийская дивизия. Осенью 1989 года на базе 7 мотострелковых дивизий Забайкальского и Дальневосточного военных округов были сформированы дополнительно 7 пулад, которые после распада СССР вошли в состав ВС РФ.

### Военно-морские силы
В военно-морском флоте (военно-морских силах) дивизия является основным тактическим соединением.
В истории некоторых государств встречались дивизии надводных кораблей, дивизии подводных лодок, дивизии морской авиации, дивизии морской пехоты и дивизии береговой обороны.

#### Дивизия надводных кораблей
Дивизия надводных кораблей (днк) — тактическое соединение военных кораблей, предназначенная для ведения боевых действий на морских и океанских театрах военных действий самостоятельно или совместно с соединениями других родов флота и видов вооружённых сил.
В состав днк могут входить несколько кораблей 1-го ранга или бригад (дивизионов) кораблей других рангов. Состав или предназначение кораблей в днк определяет её название. К примеру: дивизия ракетных кораблей, дивизия противолодочных кораблей, дивизия катеров, дивизия десантных кораблей, дивизия кораблей охраны водного района и т. д..
Первая дивизия кораблей в РККФ состоявшая из 3 линкоров была создана в 1927 году на Балтийском флоте и просуществовала до 1929 года. Повторно днк в ВМФ СССР начали создавать в 1951 году.
Последняя днк созданная в ВМФ СССР является 41-я дивизия ракетных кораблей созданная в январе 1991 года в состав которой вошли тяжёлый авианесущий крейсер проекта 1143, тяжёлый атомный ракетный крейсер проекта 1164, ракетный крейсер проекта 1164, 2 эскадренных миноносца проекта 956.
В военно-морских силах других государств днк существовали во время Второй мировой войны и некоторый период в послевоенные годы. В ВМС США дивизии авианосцев сохранились до 1974 года.
На современном этапе кроме ВМФ РФ дивизионная организация в военно-морских силах других государств не встречается. В основном организация военно-морских сил представлена флотилиями, эскадрами и дивизионами.

#### Дивизия подводных лодок
Дивизия подводных лодок (дпл) — тактическое соединение подводных лодок предназначенное для ведения боевых действий на морских и океанских театрах военных действий самостоятельно или совместно с другими силами флота. Структура дпл зависит от класса, ранга, типов и предназначения подводных лодок входящих в его состав. Данные соединения могут быть как однотипными так и разнотипными и включать в себя как атомные так и дизельные подводные лодки 1-го ранга или из бригад дизельных подлодок 2-го или 3-го ранга. Вооружение и предназначение подлодок определяет её наименование: дивизия многоцелевых подводных лодок, дивизия ракетных подводных лодок с баллистическими ракетами, дивизия ракетно-торпедных подводных лодок и т. д..

#### Дивизия морской пехоты
Дивизия морской пехоты (дмп) — тактическое соединение морской пехоты предназначенное для ведения боевых действий в морском десанте или обороне побережья, отдельных островов и важных объектов флота. При совместных действиях с соединениями сухопутных войск дивизия морской пехоты используется для продвижения в авангарде или в первом эшелоне на направлении главного удара.
В военной истории дивизии морской пехоты существовали в СССР, Германии и США.
В Российской империи в годы Первой мировой войны, была попытка возродить существовавшей в начале XIX века царской морской пехоты. В 1916 году было запланировано создание двух дивизий морской пехоты на Балтийском и Черноморском флоте, которые так и не были реализованы до конца. В годы Гражданской войны в Мариуполе руководством Красной армии была сформирована 1-я морская экспедиционная дивизия морской пехоты состоявшая из 4 морских полков, кавалерийского полка, артиллерийской бригады и инженерного батальона. Данная дивизия была расформирована в начале 1921 года. На заключительном этапе Великой Отечественной войны основе 55-й стрелковой дивизии после вывода её из состава Действующей армии в состав Балтийского флота, была создана 1-я дивизия морской пехоты, которая участия в дальнейших боях не принимала и просуществовала до 1948 года.
В Германии дивизии морской пехоты (нем. marine-infanterie-division), как и в СССР, были созданы также на заключительном этапе войны в начале 1945 года. Причиной создания послужил вывод из боевых действий надводных кораблей Кригсмарине на Балтийском море. Из личного состава кораблей были сформированы 5 дмп (1-я, 2-я, 3-я, 11-я и 16-я) которые были разгромлены весной того же в ходе боевых действий.
В 1968 году в составе Тихоокеанского флота была создана единственная в ВМФ СССР 55-я дивизия морской пехоты (55-я дмп), в состав которой вошли 3 полка морской пехоты, артиллерийский полк, танковый полк, зенитный ракетный полк и отдельные части боевого и тылового обеспечения. По данным западных аналитиков личный состав 55-й дмп оценивался в 8000 человек. По российским источникам — 11 000 человек.
В Корпусе морской пехоты ВМС США состоит 4 дмп, каждая из которых состоит из штаба дивизии и 3 полков морской пехоты, артиллерийского полка и 6 батальонов (штабной, лёгкий мотопехотный, танковый, разведывательный, инженерный, плавающих БТР). Личный состав дмп — около 19 000 человек. На вооружении дмп состоят 12 203-мм самоходных гаубиц, 18 155-мм самоходных гаубиц, 90 155-мм буксируемых гаубиц, 145 БМП, 70 танков и около 150 ПТРК.

#### Дивизия морской авиации
Дивизия морской авиации — тактическое соединение морской авиации, предназначенная для ведения боевых действий на морских и океанских театрах военных действий самостоятельно или совместно с соединениями другими силами флота и родами авиации ВВС.
Дивизия морской авиации может состоять из 2—3 авиационных полков (крыльев, эскадр) и наземных частей обслуживания и обеспечения. В военной истории встречались следующие типы дивизий морской авиации: ракетоносные, противолодочные, штурмовые, истребительные и минно-торпедные.
В Российской империи первые дивизии морской авиации созданы в 1916 году в составе Балтийского и Чёрноморского флотов. Данные дивизии состояли из 2 бригад по 2—3 дивизиона в каждой. На вооружении каждого дивизиона имелось 18 самолётов. Эти дивизии были расформированы после 1918 года.
Повторное создание дивизий морской авиации в ВМФ СССР началось в годы Великой Отечественной. Весной 1943 года были созданы однородные по составу дивизии, большая часть из которых была истребительными. Также были созданы смешанные авиационные дивизии включавшие себя 2 минно-торпедных полка, 2 бомбардировочных полка, 2 штурмовых полка и 1 полк истребителей. Данный тип дивизии просуществовал до 1951 года. В дальнейшем смешанные морские авиационные дивизии в ВМФ СССР были упразднены в пользу однородных по составу дивизий.
В 90-е годы дивизионная организация морской авиации также встречалась в Германии. Дивизия морской авиации включала в себя 4 эскадры (истребительно-бомбардировочную, смешанную, патрульную и вспомогательную). Истребительная эскадра состояла из 2 одноимённых эскадрилий по 18 самолётов в каждой. Смешанная эскадра состояла из истребительно-бомбардировочной и разведывательной эскадрильи по 18 самолётов в каждой. Патрульная эскадра состояла из 4 эскадрилий (2 эскадрильи патрульных самолётов, эскадрилий самолётов РЭБ и эскадрильи противолодочных самолётов) по 6 самолётов в каждой. Вспомогательная эскадра состояла их эскадрильи транспортных самолётов и эскадрильи поисково-спасательных вертолётов общим числом в 12 машин.

#### Дивизия береговой обороны
Дивизия береговой обороны (дбо) — тактическое соединение береговых войск. Были созданы на последнем этапе существования СССР.
12 октября 1989 года по решению руководства ВС СССР были созданы Береговые войска ВМФ СССР, в состав которых вошли как морская пехота так и береговые артиллерийские части и соединения подчинённые флотам. Согласно этому решению в состав Береговых войск были также переданы от сухопутных войск четыре мотострелковые дивизии с переименованием в дивизии береговой обороны и переподчинением командованию флотов.
В данных дивизиях при полной обеспеченности в штатной военной технике, личный состав был укомплектован частично — от 2200 до 3400 человек. Общая численность 4 дивизий береговой обороны составила 12 000 человек. Согласно оценкам некоторых историков, указанные мотострелковые дивизии следовало рассматривать как резервные дивизии морской пехоты (рдмп — в источнике).

### Военно-воздушные силы
Дивизии в ВВС разных государств появились в 30-е годы XX века. В зависимости от рода авиации к которому принадлежала дивизия, она предназначалась для выполнения тактических или оперативных задач.
Также создавались дивизии смешанного состава из разных родов авиации. В ВВС РККА в 1938 году была создана первая смешанная авиационная дивизия. После этого были созданы авиационные дивизии (ад) включавшие в себя 4—5 полков из одного рода авиации. На оснащении дивизии было до 300 и более самолётов. Смешанная ад состояли из 1—2 бомбардировочных, 1 штурмового и 2 истребительных полков и находилась в подчинении командующего общевойсковой армии. Задачей смешанной ад были действия над полем боя на глубину до 10—15 км. Подчинявшиеся командованию фронта ад действовали на глубину до 30—50 км от линии фронта. Для более глубоких действий в тылу противника были созданы авиационные дивизии дальнебомбардировочной авиации Главного командования (ДБА ГК). К началу Великой Отечественной войны было создано 61 ад, из которых 32 находились в западных военных округах. В связи с высокими потерями самолётов в первые дни войны дивизионное звено в ВВС РККА было упразднено и с января по май 1942 года отсутствовало. В мае 1942 года были созданы ночные бомбардировочные ад на самолётах По-2 и Р-5. Позже началось создание штурмовых ад (шад) на самолётах Ил-2. В структуре ДБА ГК были созданы транспортные ад. Численность самолётов в бомбардировочных и транспортных ад было 48, а в штурмовых ад до 124. В 1950-е годы в ВВС СССР в связи с созданием истребительно-бомбардировочной авиации, была расформирована штурмовая авиация и вместе с ней штурмовые ад, которые были заменены на истребительно-бомбардировочные авиационные дивизии (ибад).
На современном этапе ад состоит из управления дивизии, нескольких авиационных полков (крыльев, эскадр) одного рода авиации, частей и подразделений обеспечения и обслуживания. Также встречаются смешанные ад. Авиационные дивизии могут быть отдельными либо входить в объединения военно-воздушных сил.
В ВВС Германии в 1990-е годы имелись дивизии авиационной поддержки и авиационные дивизии ПВО. Дивизии авиационной поддержки состояли из 4—5 истребительно-бомбардировочных авиационных эскадр и разведывательной авиационной эскадры. В авиационной дивизии ПВО входила истребительная авиационная эскадра ПВО, 1—2 зенитных ракетных полка, 2 полка радиолокационного обеспечения и связи.
В ВВС США в 1990-е годы авиационные дивизии не имели общепринятой организационно-штатной структуры и их состав зависел от предназначения и дислокации. Бомбардировочная ад Боевого авиационного командования (БАК) могла включать в себя 1—2 крыла тяжёлых или средних бомбардировщиков, крыло воздушных топливозаправщиков, крыло стратегических разведывательных самолётов и 1—2 крыла межконтинентальных баллистических ракет. Истребительная ад БАК состояла из 1—2 авиационных крыла. В ад командования воздушных перебросок (военно-транспортная авиация) обычно состояло из 2 авиационных крыльев по 2—3 эскадрилий в каждом. В каждой эскадрилий было по 16—18 самолётов.

### Войска ПВО

#### Дивизия ПВО
Дивизия ПВО — основное тактическое соединение Войск ПВО ряда государств. Предназначено для противовоздушной обороны военных, промышленно-экономических, политико-административных объектов государства, а также для прикрытия войск. В военной истории дивизии ПВО представлялись разными типами соединений. Первым типом дивизии Войск ПВО стали зенитные артиллерийские дивизии (зенад), которые представляли собой основное тактическое соединение зенитной артиллерии.
Первые зенитные артиллерийские дивизии (зенад) были созданы в 1931—1932 годах в СССР для обороны таких крупных городов как Москва и Ленинград. В составе каждой дивизии находилось 2—4 зенитных артиллерийских полка, зенитный пулемётный полк, зенитный прожекторный полк и отдельный батальон связи. В 1934 году в связи с включением в состав соединений полка ВНОС и полка аэростатов заграждения зенад были переименованы в дивизии ПВО. В 1941 году в дивизии ПВО были включены дивизионы зенитной артиллерии малого калибра. В 1942 году дивизии ПВО были расформированы а вместо них созданы дивизионные районы ПВО, которые к маю 1944 года были обратно переформированы в дивизии ПВО. В 1948—1949 годах дивизии ПВО были упразднены.
В 1957—1959 годах дивизии ПВО были созданы повторно. В состав новых дивизий кроме формирований зенитной артиллерии вошли авиационные полки истребительной авиации и радиотехнических войск, а также подразделения специальных войск. С перевооружением на ракетную технику в 1960-е годы зенитные артиллерийские полки были переформированы в зентные ракетные полки, бригады и отдельные дивизионы.
В США в период 1960-х годов в системе ПВО Северо-Атлантического континента задачи дивизии ПВО выполняла авиационная дивизия ПВО в составе которой были истребительные авиационные эскадрильи, подразделения РЛС, управления и предупреждения, вспомогательные и обслуживающие формирования.

#### Истребительная авиационная дивизия ПВО
Истребительная авиационная дивизия ПВО (иад ПВО) — соединение истребительной авиации в Войсках ПВО СССР. Выполняло задачу по борьбе с воздушным противником во взаимодействии с другими родами войск ПВО в назначенном районе (район ПВО). В состав дивизии входило от 2 до 5 истребительных авиационных полков (крыльев, эскадр), частей обеспечения и обслуживания. Образованы были иад ПВО передачей истребительных соединений из состава ВВС в войска ПВО в январе 1942 года. К концу 1942 года было создано 17 иад ПВО в которые входило 64 авиационных полка. К окончанию боевых действий в войсках ПВО имелось уже 24 иад ПВО. Все соединения в период с 1957 по 1960 годы были расформированы в связи с перевооружением на реактивные истребители.

#### Зенитная артиллерийская дивизия
Зенитная артиллерийская дивизия ПВО (зенад ПВО) — основное тактическое соединение Войск ПВО в период Второй мировой войны и в послевоенные годы.

В данном разделе зенитно-артиллерийские дивизии РККА и войск ПВО касательно истории ВС СССР рассматриваются совместно, без выделения Войск ПВО в отдельный вид вооружённых сил в 1948 году.
В РККА зенад ПВО появились в 1932 году. Накануне Великой Отечественной войны зенад ПВО включал в свой состав 2 полка зенитной артиллерии среднего калибра (СЗА), дивизион зенитной артиллерии малого калибра (МЗА), полк зенитных пулемётов, прожекторный полк, полк ВНОС, дивизион аэростатов заграждения и части обслуживания. Личный состав зенад ПВО — 12 000—15 000 человек. На вооружении имелось 120 76-мм и 85-мм орудий, 12 37-мм зенитных пушек, 141 зенитный пулемёт, 144 прожектора и 81 аэростат заграждения. В ноябре 1942 при Резерве верховного главнокомандующего созданы зенад ПВО из 4 зенитных артиллерийских полков, в каждом имелось 48 37-мм и 25-мм орудий и 80 зенитных пулемётов. В феврале 1943 года зенад ПВО РВГК включал полк СЗА (16 орудий калибра 85-мм) и 3 полка МЗА (по 16 37-мм орудий и 16 пулемётов ДШК). При этом часть зенад ПВО РВГК использовалась для прикрытия объектов тыла, а часть дивизий использовалась в танковых армиях для прикрытия войск.
В Войсках ПВО зенад были созданы 21 мая 1943 года двух типов — среднего калибра (СК) и малого калибра (МК). В состав зенад (СК) входило 5 зенитно-артиллерийских полков, каждый из которых состоял из 5 зенитных батарей. Также в состав зенад (СК) входили отдельный дивизион зенитной артиллерии малого калибра (МК) и прожекторного полка. Всего на вооружении имелось: 100 85-мм или 76,2-мм орудий, 12 37-мм пушек. В состав зенад (МК) входило также 5 полков — всего 100 37-мм орудий. Всего в Войсках ПВО было создано 14 зенад СК и 4 зенад МК.
Всего на конец войны имелось 66 зенитных артиллерийских дивизий. После войны зенад Войск ПВО СССР перешли на более современные зенитные артиллерийские комплексы калибров 57-мм, 100-мм и 130-мм. К 1960 году, в связи с поступлением в войска ракетного вооружения, все зенад были расформированы как в Сухопутных войсках так и в Войсках ПВО.
В Германии первые зенитные артиллерийские дивизии были созданы в структуре Люфтваффе в конце 1941 года. Из созданных дивизий только 6 соединений участвовали в прикрытии войск ведущих боевые действия (4 зенад на Восточном фронте и 2 зенад в Северной Африке). Остальные дивизии осуществляли противовоздушную оборону территории самой Германии. В отличие от Люфтваффе, в сухопутных войсках Германии соединения ПВО были представлены моторизованными бригадами зенитной артиллерии.

#### Зенитная пулемётная дивизия
Зенитная пулемётная дивизия — тактическое соединение в Войсках ПВО СССР в годы Великой Отечественной войны. Всего в 1943 году было создано 3 дивизии в системе ПВО Москвы для прикрытия важных объектов. На вооружении дивизии находились зенитные пулемёты. Соединение состояло из 5 зенитных пулемётных полков — всего около 250 крупнокалиберных пулемётов. В 1944 году два соединения было переформировано в зенад малого калибра, а третья дивизия по окончании войны была расформирована.

#### Зенитная прожекторная дивизия
Зенитная прожекторная дивизия — тактическое соединение Второй мировой войны, имевшее на вооружении зенитные прожектора. Назначением соединения было обеспечение ночных действий истребительной авиации, с помощью создания световых прожекторных полей.
Отмечено существование прожекторных дивизий в СССР и в Германии.
В Германии 2 прожекторные дивизии были созданы в августе 1941 года для противодействия авиации Великобритании и США. Каждая прожекторная дивизия состояла из 4 прожекторных полков. Соединения были рассредоточены по так называемой «Линии Каммхубера» (по фамилии командующего ночной истребительной авиацией люфтваффе), которая растянулась от Брюсселя через Бремен и Гамбург до Кёльна. Главной задачей дивизий стало взаимодействие с истребителями на этой линии. При этом основные силы зенитной артиллерии были сосредоточены за ней, прикрывая Рурский бассейн и другие важные промышленные центры и крупные города Германии. В июле 1942 года обе дивизии были расформированы по причине внедрения в войска РЛС.
В СССР 4 прожекторные дивизии были сформированы в 1943 году в системе ПВО Москвы и расформированы в 1945 году. Каждая из дивизий включала в себя 4 прожекторных полка, на вооружении каждого из которых было 96 станций-искателей «Прожзвук» и прожекторов-сопроводителей. С конца 1943 года вместо «Прожзвук» на вооружение были приняты радиолокационные прожекторные станции-искатели РАП-150. В послевоенный период прожекторные дивизии были вновь созданы в начале 50-х годов. В связи с оснащением истребителей бортовыми РЛС эти дивизии были расформированы.

#### Дивизия аэростатов заграждения
Дивизия аэростатов заграждения — тактическое соединение Войск ПВО СССР в годы Великой Отечественной войны. Назначением соединений было создание зон воздушного заграждения от авиации противника использованием аэростатов заграждения (АЗ). Всего в мае 1943 года было создано 3 дивизии в системе ПВО Москвы. Расформированы в 1945 году.

#### Дивизия воздушного наблюдения, оповещения и связи
Дивизия воздушного наблюдения, оповещения и связи (дВНОС) — тактическое соединение Войск ВНОС Войск ПВО СССР в годы Великой Отечественной войны. Были созданы в системе ПВО Москвы в июне 1943 года. Всего было создано 2 дВНОС. Представляли собой наблюдательные посты распределённые кольцами вокруг Москвы. Расформированы в 1945 году.

### Воздушно-десантные войска
В данном разделе рассматриваются совместно типы дивизий воздушно-десантных войск в вооружённых силах различных государств, независимо от выделения в них воздушно-десантных войск в отдельный род войск, либо их подчинённости командованию сухопутных войск или командованию 
военно-воздушных сил.

#### Воздушно-десантная дивизия
Воздушно-десантная дивизия (вдд) — основной тип тактического соединения воздушно-десантных войск. Предназначена для действий в тылу противника для дезорганизации снабжения войск противника, дезорганизации его обороны и обеспечения наступления основных сил.
Первые вдд были созданы в ряде государств в годы Второй мировой войны. Первым государством создавшим вдд стала Германия, в которой в сентябре 1938 года в структуре Люфтваффе началось формирование 7-й воздушной дивизии переформированной в 1943 году в 1-ю парашютную дивизию. Первоначально немецкие вдд состояла из 2 парашютных полков по 5 батальонов в каждом. Позже в состав вдд были включены 3-й парашютный полк; артиллерийские, противотанковые, зенитные и сапёрные подразделения.
В СССР накануне Великой Отечественной войны были созданы 5 воздушно-десантных корпусов, каждая из которых состояла состоявших из 3 воздушно-десантных бригад. К осени 1942 года все эти корпуса были переформированы в воздушно-десантные дивизии, а бригады входившие в их состав стали полками. Советские вдд включали в себя 3 парашютно-десантных полка, артиллерийский полк, подразделения боевого и тылового обеспечения. В годы войны советские вдд в основном использовались как обычные стрелковые дивизии.
В послевоенный период в СССР до конца 1970-х годов вдд были полностью механизированы и получили на вооружение авиадесантную бронетехнику. Всего на момент распада СССР существовало 8 вдд из которых одна была учебной (44-я учебная воздушно-десантная дивизия) и занималась подготовкой младших командиров и специалистов. Советская вдд включала в свой состав: управление дивизии, 3 парашютно-десантных полка, артиллерийский полк, 6 отдельных батальона (связи, инженерно-сапёрный, десантного обеспечения, медицинский, ремонтно-восстановительный и материального обеспечения), 3 отдельных дивизиона (самоходных орудий, зенитно-артиллерийский, реактивной артиллерии), 3 отдельные роты (разведывательная, комендантская и химической защиты). Личный состав вдд — 6 500—8 000 человек. На вооружении имелось: 348 единиц БМД и БТР-Д, 30 122-мм гаубиц, 6 РСЗО БМ-21В, 18 120-мм миномётов, 31 САУ АСУ-85 (или 2С9), 36 зенитных установок ЗУ-23-2 и около 1000 автомобилей. Кроме того к каждой вдд придавалась эскадрилья военно-транспортной авиации.
На современном этапе вдд имеются в армиях США, России и других государств.
В Армии США 82-я вдд в 1990-е годы состояла из 9 парашютно-десантных батальонов, дивизионной артиллерии (3 дивизиона 105-мм гаубиц), зенитного дивизиона, бригады армейской аиации, 6 отдельных батальонов (связи, разведки и РЭБ, инженерный, медицинский, транспортный и снабжения, ремонтный) и другие подразделения боевого и тылового обеспечения. Личный состав 82-й вдд — около 12 600 человек. На вооружении дивизии имелось: 150 орудий и миномётов, 440 ПТРК, 96 зенитных средств, 132 вертолёта. Для воздушной переброски 82-й вдд требуется 400—450 самолёто-рейсов на самолётах типа C-141.
Единственная в Германии 9-я вдд была создана в 1957 году а позже переименована в 1-ю вдд. К 2001 году была переформирована в Дивизию специальных операций. В 1990-е годы данное соединение состояло из штаба дивизии, 3 воздушно-десантных бригад (4 парашютных и 1 запасной батальон в каждом), батальона связи и 5 отдельных рот (штабная, миномётная, инженерная, медицинская и снабжения). Личный состав — около 9500 человек в военное время и 8000 в мирное. На вооружении дивизии: 150 20-мм зенитных пушек, 72 ПТРК, 180 самоходных ПТРК, 48 120-мм миномётов и свыше 3000 автомобилей.
Во Франции в 1990-е годы также имелась единственная 11-я вдд, состоящая из полка управления и связи, 6 парашютно-десантных полков, артиллерийского и инженерного полков, воздушно-десантной группы и аэромобильной тыловой базы. Личный состав 11-й вдд — около 13 000 человек. На вооружении 18 105-мм пушек, 102 миномёта, 168 ПТРК, 24 20-мм зенитных пушек, 36 БРМ. Позже 11-я вдд была переформирована в 11-ю воздушно-десантную бригаду.

#### Аэромобильная дивизия
Аэромобильная дивизия (амд) — тактическое соединение сухопутных войск. Представляет собой соединение пехоты предназначенное для переброски вертолётами.
Впервые амд были созданы в Армии США в годы Вьетнамской войны на базе 11-й штурмовой воздушно-десантной дивизии и предназначались для борьбы с партизанами. В 1968 году в ходе переформирования 101-й воздушно-десантной дивизии была создана вторая амд. К началу 1970-х годов в амд входили: штаб дивизии, 3 штаба бригад, 8 пехотных (аэромобильных) батальона; группа армейской авиации (2 батальона многоцелевых вертолётов, батальон транспортных вертолётов и рота общей поддержки); дивизионная артиллерия (3 дивизиона 105-мм гаубиц); батальон вертолётов огневой поддержки; рота лёгких разведывательных вертолётов; зенитный дивизион; подразделения боевого и тылового обеспечения. Личный состав амд — более 16 000 человек. На вооружении амд имелось: 430 вертолётов и свыше 200 орудий и миномётов, 250 единиц противотанковых средств. По окончании Вьетнамской войны, на основании полученного боевого опыта амд были переформированы в воздушно-штурмовые дивизии и перестали существовать.
Во Франции некоторое время существовала 4-я амд, созданная в 1985 году. 4-я амд входила в состав сил быстрого развёртывания и предназначалась для поддержки общевойсковых соединений, для борьбы с бронированными машинами и вертолётами противника. Она состояла из 5 полков: полка управления и связи, 3 полков армейской авиации (по 60 вертолётов в каждом) и мотопехотного аэромобильного полка. В личном составе 4-й амд было 6000 человек. На вооружении имелось 12 120-мм миномётов, 48 ПТРК, 48 20-мм зенитных пушек, 30 ПЗРК, 192 БТР и 250 вертолётов.
В период с 1993 по 2003 год в ВС Украины существовала 1-я аэромобильная дивизия, предназначенная для переброски как самолётами так и вертолётами. Боевую основу 1-й амд составляли разнотипные бригады: 1 воздушно-десантная бригада, 1 аэромобильная бригада, 1 механизированная бригада. Кроме них в 1-ю амд входили артиллерийский полк, отдельная авиационная эскадрилья и отдельные части боевого и тылового обеспечения.

#### Воздушно-штурмовая дивизия
Воздушно-штурмовая дивизия (вшд) — аэромобильное соединение сухопутных войск США. К таковым относится 101-я вдд, чья организационная структура во многом была построена на опыте применения двух аэромобильных дивизий во Вьетнамской войне.
В состав вшд входили: штаб дивизии, 3 штаба бригад, 9 пехотных аэромобильных батальона, дивизионная артиллерия, зенитный дивизион, бригада армейской авиации, 4 отдельных батальона (разведывательный аэромобильный, разведки и РЭБ, связи, инженерный), роты военной полиции и защиты от оружия массового поражения.
В 1990-е годы личный состав вшд — около 16 500 человек. На вооружении имелось 438 вертолётов (88 огневой поддержки, 109 разведывательных, 203 многоцелевых, 32 транспортно-десантных и 6 вертолётов РЭБ); 54 105-мм гаубиц; 27 зенитных установок; 72 ПЗРК; 657 ПТРК; 87 81-мм миномётов; 775 автомашин. Для воздушной переброски 101-й вшд требовалось 858 самолётов типа С-141В и 76 самолётов С-5A. Для переброски одной воздушно-штурмовой бригады — 188 С-141В и 12 С-5А, одного пехотного аэромобильного батальона — 30 С-141В.

### Ракетные войска стратегического назначения
Ракетная дивизия (рд) — основной тип соединения в РСВН ВС СССР и РВСН ВС РФ. Назначение ракетных дивизий (рд) — выполнение боевых задач по подготовке и пуску ракет для поражения стратегических объектов противника.
На вооружении рд состоят стационарные или подвижные пусковые установки. В состав рд входит: управление дивизии, ракетные полки, части и подразделения обеспечения, обслуживания и тыла, подразделения транспортной авиации и учебных подразделений. Количество ракетных полков в рд колебалось от 6 до 11.
Ракетные дивизии были созданы в начале 1960-х годов на основе инженерных бригад особого назначения Резерва верховного главнокомандования. Под термином инженерная бригада особого назначения скрывалась по сути ракетная бригада. В организационном плане рд объединяются в ракетные армии.

### Дивизия охраны тыла
Дивизия охраны тыла (дот) — основное тактическое соединение по охране тыла. В ВС СССР создавались дважды: в годы Великой Отечественной войны и в послевоенный период.
Постановлением ГКО СССР № 7163сс от 18 декабря 1944 года «Об охране тыла и коммуникаций действующей армии на территории Восточной Пруссии, Польши, Чехословакии, Венгрии и Румынии» было создано 10 дот предназначались для охраны тыла фронта на освобождённых от противника территориях. Основными задачами дот являлись охрана важнейших объектов тыла и сооружений на путях сообщения, борьба с диверсионно-разведывательной деятельностью противника, очистка освобождённых территорий от мелких групп противника и отдельных военнослужащих, поддержание режимного порядка в тыловой полосе фронта а также охрана и конвоирование военнопленных. В организационном плане дот представляли собой стрелковые дивизии с подчинением Управлению внутренних войск НКВД.
В послевоенный период дивизии охраны тыла были созданы при каждом военном округе и представляли собой кадрированное соединение. На момент распада СССР существовало 16 дот по количеству военных округов.

## Дивизии вне вооружённых сил

### Партизанская дивизия
Партизанская дивизия (Дивизия партизанская) — соединение иррегулярных войск в тылу противника.
В Гражданской войне в России создание партизанских дивизий было отмечено с обеих противоборствующих сторон. В сентябре 1918 года атаманом Борисом Анненковым была создана «Партизанская дивизия атамана Анненкова» численностью около 10 000 человек, которая до начала 1919 года действовала на территории Западной Сибири и Казахстана.
С октября 1919 года по май 1920 года в Горном Алтае существовала Первая Горно-конная Алтайская партизанская дивизия созданная большевиками.
В годы Второй мировой войны партизанские дивизии были сформированы в оккупированной Германией Украинской ССР (1-я Украинская партизанская дивизия имени С. А. Ковпака), в Югославии (14-я словенская дивизия и Итальянская партизанская дивизия «Гарибальди») и в Италии (Альпийская дивизия «Monte Ortigara»)

### Дивизии в силовых ведомствах
В некоторых государствах соединения типа «дивизия» встречались в силовых ведомствах, которые не входили в состав вооружённых сил. К таковым к примеру относится СССР, в котором в марте 1989 года Пограничные войска КГБ СССР и Внутренние войска МВД СССР были выведены из состава ВС СССР.
Единственной дивизией в Пограничных войсках КГБ СССР, являлась созданная в 1977 году 1-я дивизия пограничных сторожевых кораблей в составе Северо-Восточного пограничного округа, состоявшая из 2 бригад пограничных сторожевых кораблей и береговых частей обеспечения.
Во Внутренних войсках МВД СССР по разным источникам на момент распада СССР существовало около 30 дивизий представленных 4 типами: 1 мотострелковая дивизия (ОМСДОН), 1 дивизия оперативного назначения, 19 конвойных дивизий (охрана осужденных при перевозке и в местах заключения), 9 дивизий Управления специальных частей (охрана важных государственных объектов).